# Lokaksema
Lokakṣema (chino: 支婁迦讖 Zhī Lóujiāchèn, a veces abreviado 支讖 Zhī Chèn) (n. c. 147) fue el primer monje budista del cual existan registros que tradujo sutras Mahayana al chino y como tal fue una importante figura del budismo en China. El nombre Lokakṣema significa 'bienestar del mundo' en sánscrito.